# Kobresia gammiei
Kobresia gammiei är en halvgräsart som beskrevs av Charles Baron Clarke. Kobresia gammiei ingår i släktet sävstarrar, och familjen halvgräs. Inga underarter finns listade i Catalogue of Life.